# 五条為定
五条為定（ごじょう ためさだ、文化元年（1804年）6月6日 - 文久2年（1862年）2月4日）は、江戸時代後期の公卿。

## 官歴
- 文化8年（1811年）：従五位下、文章得業生、東宮学士
- 文化10年（1813年）：従五位上
- 文化12年（1815年）：正五位下
- 文化14年（1817年）：文章博士、従四位下
- 文政元年（1818年）：侍従
- 文政3年（1820年）：従四位上
- 文政5年（1822年）：正四位下、大内記
- 文政10年（1827年）：従三位
- 天保元年（1830年）：正三位
- 天保4年（1833年）：式部大輔
- 天保7年（1836年）：踏歌外弁
- 嘉永4年（1851年）：従二位、参議
- 嘉永5年（1852年）：右大弁
- 安政2年（1855年）：権中納言

## 系譜
- 実父：壬生家尹
- 養父：五条為貴
- 子：五条為栄
- 子：五島基民